# Culex taeniopus
Culex taeniopus är en tvåvingeart som beskrevs av Dyar och Frederick Knab 1907. Culex taeniopus ingår i släktet Culex och familjen stickmyggor. Inga underarter finns listade i Catalogue of Life.